# 達瓦札

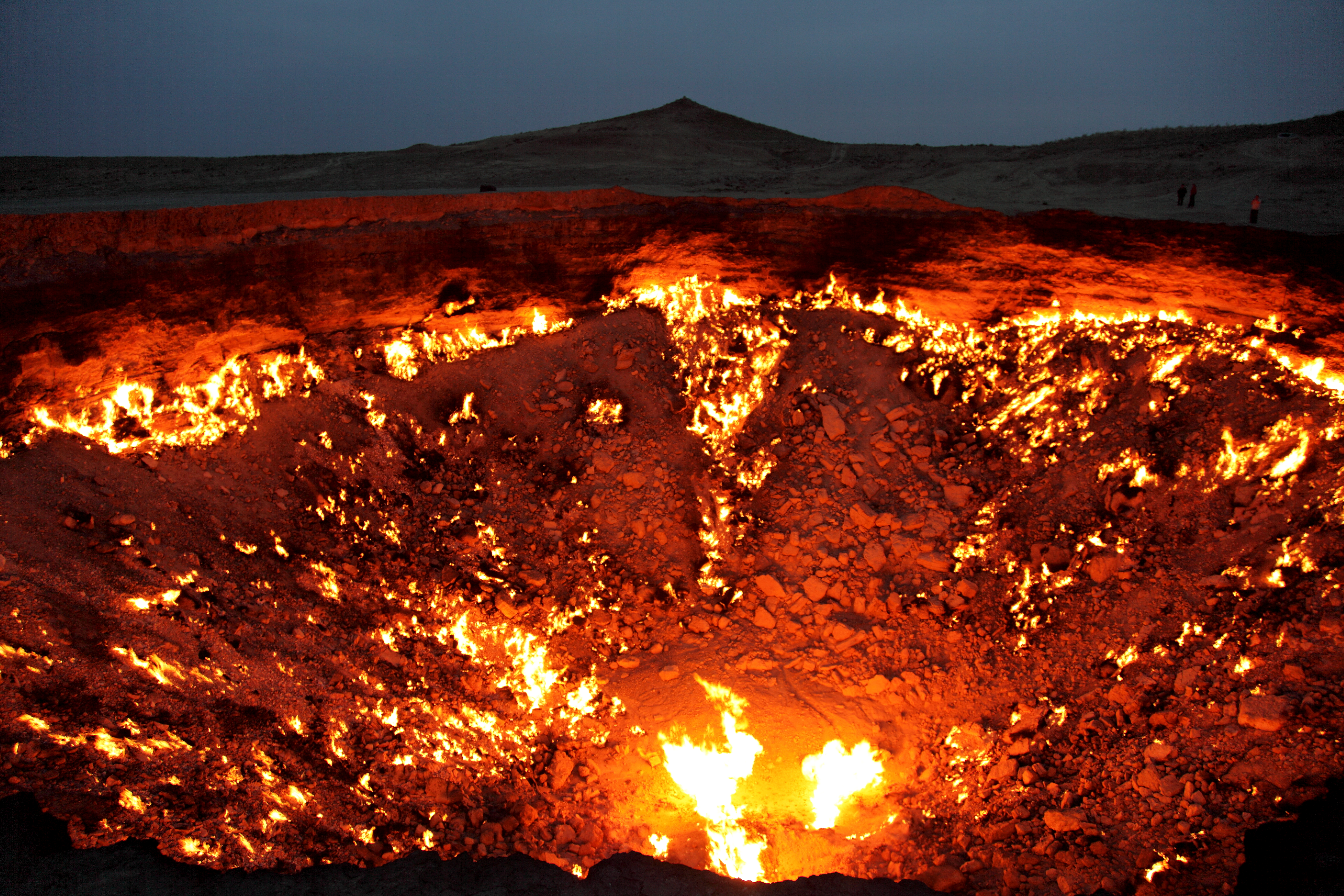
正在燃烧的“地狱之门”地下洞穴（摄于2010年）

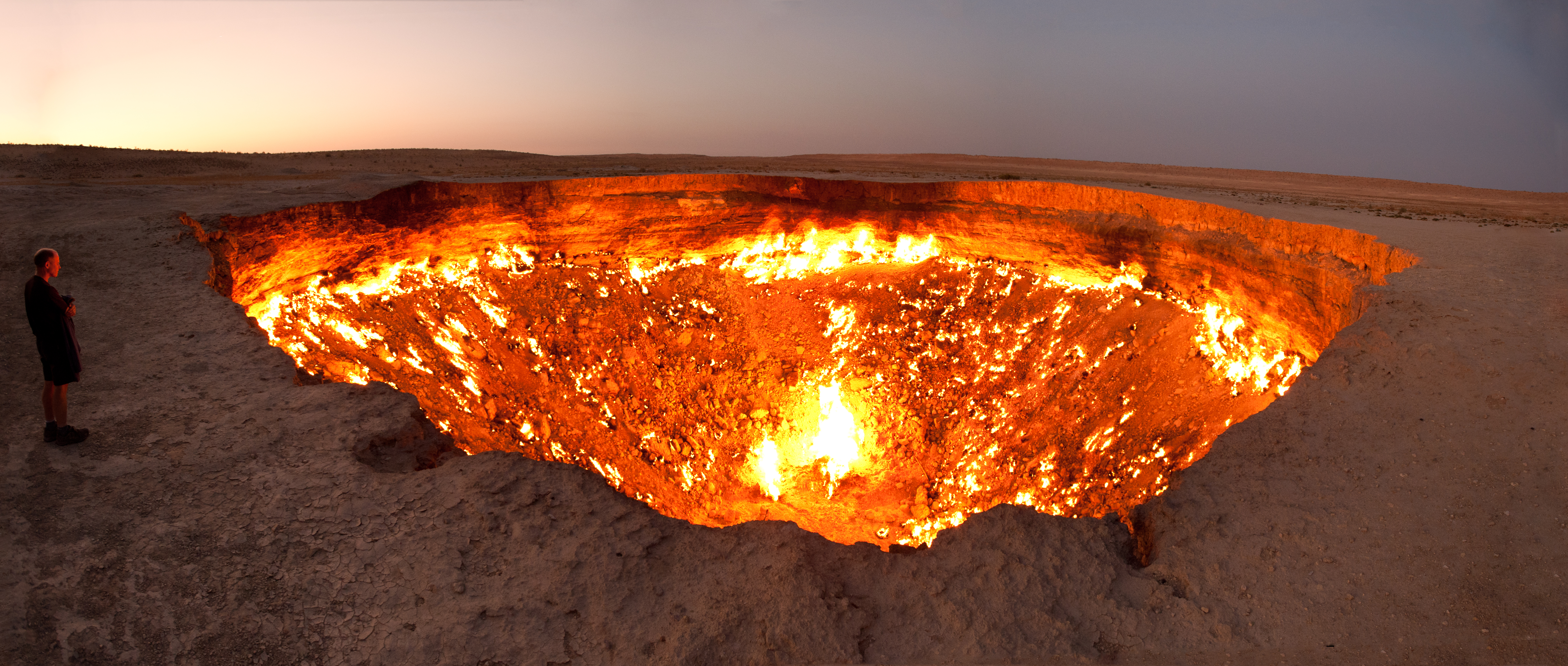
洞穴全景照片（摄于2011年）

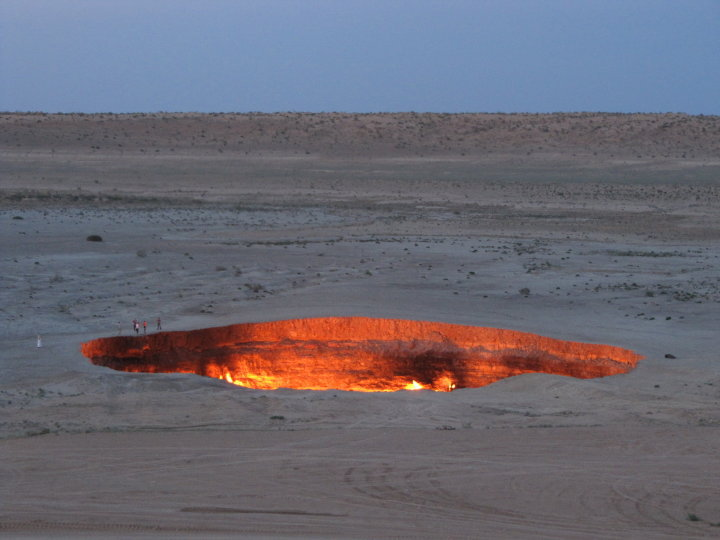
远景

達瓦札（意即“閘門”）是土庫曼斯坦阿哈爾州的一條村落，位於卡拉庫姆沙漠中部，在阿什哈巴德以北約260公里。達瓦札約有居民350人，絕大部份是塔克族（Teke）的土庫曼人，仍保持著半游牧的生活方式。2004年達瓦札村已废弃。
達瓦札附近地區有豐富的天然氣，有3个天然气坑。其中一个被点燃，被称为地狱之门，一个水坑，一个泥浆坑。

## 地狱之门
位于達瓦札村北约10公里处。1971年蘇聯地質學家進行鑽探時，意外地發現了一個充滿天然氣的地下洞穴。鑽探裝置下的一片泥土倒塌，留下一個直徑約50-100米的大洞。為了防止有毒氣體外洩，他們決定點燃漏出來的天然氣。截至今日，洞口的火焰從未間斷過。當地人稱之為「地獄之門」。

## 節目
2014年7月10日，《國家地理頻道》播出《不可能的冒險：火燄隕石坑》，在火焰坑裡採取樣本，並在樣本中發現微生物。

## 外部連結
- 達瓦札天然氣坑「地獄之門」圖片